# Wallace Beery
Wallace Beery   (comtat de Clay, 1 d'abril de 1885 - Beverly Hills, 15 d'abril de 1949) (no Wallace Berry) és un actor estatunidenc.

## Biografia
Fill de Noah Webster Beery (1856-1937) i Frances Margaret Fitzgerald (1859-1931), Wallace Beery va néixer prop de Smithville, Clay County, Missouri. Era el més jove de tres nois, i els seus germans William i Noah, com ell, es van convertir en actors.
La família Berry va abandonar la granja familiar la dècada de 1890 i es va traslladar a Kansas City, Missouri, on el pare es va convertir en agent de policia.
Wallace Beery va anar a l'escola Chase a Kansas City i va prendre classes de piano alhora, però mostrant poc interès per estudiar, va fugir dues vegades, la primera vegada que va deixar l'escola va trobar feina a Kansas City arreglant els motors dels eixugaparabrises, però va tornar a casa al cap de poc temps. La segona vegada, a setze anys, es va incorporar al Circ Ringling Brothers com a ajudant d'entrenador d'elefants. El va deixar dos anys més tard després de ser esgarrapat per un tigre, per anar a Nova York on es va fer un nom a Broadway.
Wallace Beery es va unir al seu germà Noah a Nova York el 1904 i va aconseguir trobar feina com a cantant i va actuar com a baríton en obres d'òpera còmica a Broadway així com en obres de Summer stock theatre. El seu paper més destacat d'aquest període, pel qual va obtenir bones crítiques, va ser el 1907, quan va protagonitzar The Yankee Tourist. El 1913 es va traslladar a Chicago per treballar per a The Essanay Film Manufacturing Company, per a la qual va interpretar el paper de Sweedie en una sèrie de pel·lícules com Golf Champion 'Chick Evans' Links with Sweedie, Sweedie the Swatter, Sweedie and the Lord, Sweedie. Learns to Swim, Sweedie's Hero, Sweedie, The Swedish Maid i Sweedie Goes to College, amb la seva dona Gloria Swanson. Més tard, també va treballar per a The Essanay Film Manufacturing Company, quan es va traslladar a Niles, Califòrnia.
Beery va començar a interpretar dolents, i el 1917 va interpretar a Pancho Villa a Patria mentre aquest últim encara era viu i actiu a Mèxic. Beery va repetir el paper disset anys més tard, a Viva Villa! de Jack Conway, publicat el 1934, un dels grans èxits de la MGM.
Les pel·lícules mudes més destacables que va fer Wallace Beery són: The Little American, de Cecil B. DeMille on interpreta el paper d'un soldat alemany tot i que no surt als crèdits; La Verge d'Istanbul, de Tod Browning (1920); The Last of the Mohicans de Clarence Brown i Maurice Tourneur (1920); The Round-Up, de George Melford 1920, protagonitzada per Roscoe Arbuckle; Els quatre genets de l'apocalipsi de Rex Ingram (1921); Robin Hood, d'Allan Dwan amb Douglas Fairbanks (1922) on fa de Ricard Cor de Lleó, a qui tornarà a interpretar l'any següent a Richard, the Lion-Heart de Chester Withey; The Lost World de Harry O. Hoyt (1925) en què interpreta el paper del professor Challenger; Old Ironsides de James Cruze (1926); Now We're in the Air de Frank R. Strayer (1927); Casey at the Bat de Monte Brice (1927); Beggars of Life, de William A. Wellman (1928), amb Louise Brooks.
Wallace Beery es va casar dues vegades, primer amb Gloria Swanson, amb qui va fer algunes pel·lícules, però el matrimoni no va sobreviure a la beguda i abusos de tot tipus, després amb Rita Gilman (1898-1986).
Era germà de Noah Beery i l'oncle de Noah Beery Jr..

## Filmografia

### Com a actor

#### Dècada del 1910
- 1913: His Athletic Wife
- 1913: Mr. Dippy Dipped
- 1913: Sweet Revenge
- 1913: The Right of Way
- 1913: Love Incognito
- 1913: A Successful Failure (curt)
- 1913: Dad's Insanity
- 1913: Day by Day
- 1913: Their Wives' Indiscretion
- 1913: The Usual Way
- 1913: Smithy's Grandma Party: prof. Smithy
- 1913: Hello, Trouble
- 1913: At the Old Maid's Call
- 1914: The Ups and Downs
- 1914: The Prevailing Craze
- 1914: Mrs. Manley's Baby
- 1914: Golf Champion 'Chick Evans' Links with Sweedie: Sweedie
- 1914: Cheering a Husband
- 1914: Bargain Hunters
- 1914: A Foot of Romance: Jim Foley
- 1914: Looking for Trouble
- 1914: One-to-Three
- 1914: The Girl, the Cop, the Burglar
- 1914: Grass County Goes Dry
- 1914: Oh, Doctor
- 1914: A Queer Quarantine
- 1914: The Winner
- 1914: Curing a Husband: Robert
- 1914: Making Him Over -- For Minnie
- 1914: Three Little Powders
- 1914: Actor Finney's Finish
- 1914: This Is the Life
- 1914: The Fable of the Brash Drummer and the Nectarine
- 1914: The Epidemic
- 1914: Sweedie the Swatter: Sweedie
- 1914: The Fable of Napoleon and the Bumps: Prof. Bunkun
- 1914: The Fable of Higher Education That Was Too High for the Old Man
- 1914: Sweedie and the Lord: Sweedie
- 1914: The Fable of the Coming Champion Who Was Delayed
- 1914: In and Out
- 1914: The Fable of the Busy Business Boy and the Droppers-In
- 1914: Topsy-Turvy Sweedie: Sweedie
- 1914: Sweedie and the Double Exposure: Sweedie
- 1914: Sweedie Springs a Surprise: Sweedie
- 1914: Love and Soda
- 1914: The Plum Tree
- 1914: Sweedie's Skate: Sweedie
- 1914: Sweedie's Clean-Up: Sweedie
- 1914: The Fickleness of Sweedie: Sweedie
- 1914: Sweedie Learns to Swim: Sweedie
- 1914: She Landed a Big One
- 1914: Rivalry and War
- 1914: The Laundress: Sweedie
- 1914: Sweedie the Trouble Maker: Sweedie
- 1914: Three Boiled Down Fables
- 1914: Countess Sweedie: Sweedie
- 1914: Sweedie at the Fair: Sweedie
- 1914: A Maid of War: Sweedie
- 1914: Sweedie and the Hypnotist: Sweedie
- 1914: The Fable of the Bush League Lover Who Failed to Qualify: Homer Splivins
- 1914: Madame Double X
- 1914: Their Cheap Vacation
- 1914: Sweedie Collects for Charity: Sweedie
- 1914: Two Dinky Little Dramas of a Non-Serious Kind
- 1915: A Pound for a Pound
- 1915: Sweedie and the Sultan's Present: Sweedie
- 1915: Sweedie's Suicide: Sweedie
- 1915: Sweedie and Her Dog: Sweedie
- 1915: Two Hearts That Beat as Ten
- 1915: The New Teacher: Sweedie
- 1915: Sweedie Goes to College: Sweedie
- 1915: The Victor
- 1915: Ain't It the Truth
- 1915: Sweedie's Hopeless Love: Sweedie
- 1915: Father's New Maid
- 1915: Love and Trouble
- 1915: Sweedie Learns to Ride: Sweedie
- 1915: The Bouquet
- 1915: Done in Wax
- 1915: Sweedie in Vaudeville: Sweedie
- 1915: Sweedie's Hero: Sweedie
- 1915: The Slim Princess, de E.H. Calvert: Popova
- 1915: Sweedie's Finish: Sweedie
- 1915: The Broken Pledge
- 1915: Education
- 1915: The Fable of the Roistering Blades
- 1916: The Janitor's Vacation
- 1916: A Dash of Courage: cap de policia
- 1916: The Janitor
- 1916: Just a Few Little Things
- 1916: Sweedie, the Janitor: Sweedie
- 1916: A Capable Lady Cook
- 1917: Bombs and Banknotes
- 1917: Patria
- 1917: Maggie's First False Step
- 1917: Teddy at the Throttle de Clarence G. Badger: Henry Black, Her Rascally Guardian
- 1917: Cactus Nell
- 1917: A Clever Dummy de Herman C. Raymaker, Ferris Hartman i Robert P. Kerr: manager
- 1917: The Little American, de Cecil B. DeMille: soldat alemany (no surt als crèdits)
- 1917: Are Waitresses Safe?
- 1917: That Night
- 1918: Johanna Enlists, de William D. Taylor: coronel Fanner
- 1919: Only a Janitor
- 1919: A Beach Nut
- 1919: The Unpardonable Sin: col. Klemm
- 1919: The Love Burglar de James Cruze: Coast-to-Coast Taylor
- 1919: The Life Line, de Maurice Tourneur: Bos
- 1919: Soldiers of Fortune d'Allan Dwan: Mendoza
- 1919: Victory, de Maurice Tourneur: August Schomberg
- 1919: Behind the Door: Tinent Brandt

#### Dècada del 1920
- 1920: The Virgin of Stamboul, de Tod Browning: Ahmed Hamid (segment "Achmet Bey")
- 1920: The Mollycoddle de Victor Fleming: Henry von Holkar
- 1920: The Round-Up, de George Melford: Buck McKee
- 1920: 813  de Charles Christie i Scott Sidney: Maj. Parbury / Ribeira
- 1920: The Last of the Mohicans de Clarence Brown i Maurice Tourneur: Magua
- 1920: The Rookie's Return: François Dupont
- 1921: Sleeping Acres
- 1921: Patsy: Gustave Ludermann
- 1921: The Four Horsemen of the Apocalypse de Rex Ingram: Tinent coronel von Richthoffen
- 1921: A Tale of Two Worlds de Frank Lloyd: Ling Jo
- 1921: The Northern Trail
- 1921: The Golden Snare: Bram Johnson
- 1921: The Policeman and the Baby
- 1921: The Ne'er to Return Road
- 1921: The White Mouse
- 1921: The Last Trail: William Kirk
- 1922: The Rosary: Kenwood Wright
- 1922: Wild Honey: Buck Roper
- 1922: The Sagebrush Trail: José Fagaro
- 1922: The Man from Hell's River, d'Irving Cummings: Gaspard, le loup
- 1922: I Am the Law: Fu Chang
- 1922: Hurricane's Gal: Chris Borg
- 1922: Trouble: Ed Lee, the Plumber
- 1922: Robin Hood, d'Allan Dwan: Ricard Cor de Lleó
- 1922: A Blind Bargain de Wallace Worsley: Beast man
- 1922: Only a Shop Girl: Jim Brennan
- 1923: The Flame of Life: Don Lowrie
- 1923: Stormswept: William McCabe
- 1923: Bavu: Felix Bavu
- 1923: Ashes of Vengeance de Frank Lloyd: duc de Tours
- 1923: Drifting de Tod Browning: Jules Repin
- 1923: Three Ages, de Buster Keaton et Edward F. Cline: le rival
- 1923: The Spanish Dancer de Herbert Brenon: el rei Felip IV
- 1923: The Eternal Struggle: Barode Dukane
- 1923: Richard, the Lion-Hearted de Chester Withey: Ricard Cor de Lleó
- 1923: The Drums of Jeopardy de George B. Seitz: Gregor Karlov
- 1923: ''White Tiger: comte Donelli / Hawkes
- 1924: Unseen Hands: Jean Scholast
- 1924: The Sea Hawk, de Frank Lloyd: capità Jasper Leigh
- 1924: The Signal Tower: Joe Standish
- 1924: Another Man's Wife: Capità Wolf
- 1924: The Red Lily, de Fred Niblo: Bobo
- 1924: Dynamite Smith: 'Slugger' Rourke
- 1924: Madonna of the Streets d'Edwin Carewe: Bill Smythe
- 1924: So Big: Klaus Poole
- 1925: Let Women Alone: Cap Bullwinkle
- 1925: The Lost World, de Harry O. Hoyt: Prof. Challenger
- 1925: The Devil's Cargo, de Victor Fleming: Ben
- 1925: The Great Divide: Dutch
- 1925: Coming Through: Joe Lawler
- 1925: Adventure de Victor Fleming: Morgan
- 1925: The Night Club: Diablo
- 1925: The Wanderer, de Raoul Walsh: Pharis
- 1925: In the Name of Love de Howard Higgin: Glavis
- 1925: Rugged Water: Capità Bartlett
- 1925: The Pony Express: Rhode Island Red
- 1926: Behind the Front: Riff Swanson
- 1926: Volcano!: Quembo
- 1926: We're in the Navy Now: 'Knockout' Hansen
- 1926: Old Ironsides de James Cruze: Bos'n
- 1927: Casey at the Bat de Monte Brice: Casey
- 1927: Fireman, Save My Child: Elmer
- 1927: Now We're in the Air de Frank R. Strayer: Wally
- 1928: Wife Savers: Louis Hosenozzle
- 1928: Partners in Crime: Mike Doolan
- 1928: The Big Killing: Powderhorn Pete
- 1928: Beggars of Life, de William A. Wellman: Oklahoma Red
- 1929: Chinatown Nights de William A. Wellman: Chuck Riley
- 1929: Stairs of Sand: Lacey
- 1929: River of Romance: Gen. Orlando Jackson

#### Dècada de 1930
- 1930: The Big House, de George W. Hill: 'Machine Gun' Butch Schmidt
- 1930: Billy the Kid, de King Vidor: Shérif adjoint Pat Garrett
- 1930: Way for a Sailor: 'Tripod’McMasters
- 1930: A Lady's Morals: P.T. Barnum
- 1930: Min and Bill, de George William Hill : Bill, un pêcheur
- 1931: The Slippery Pearls, de William C. McGann: Police Sergeant
- 1931: The Secret Six, de George William Hill: Louis 'Louie' Scorpio
- 1931: El campió (The Champ) de King Vidor: Andy 'Champ' Purcell
- 1931: Hell Divers, de George W. Hill: CPO H.W. 'Windy' Riker
- 1932: Grand Hotel d'Edmund Goulding: Preysing
- 1932: Flesh de John Ford: Polakai
- 1933: Tugboat Annie, de Mervyn LeRoy: Terry Brennan
- 1933: El sopar és a les vuit (Dinner at Eight) de George Cukor: Dan Packard
- 1933: The Bowery de Raoul Walsh: Chuck Connors
- 1933: Going Hollywood de Raoul Walsh: Lui-même
- 1934: Viva Villa! de Jack Conway: Pancho Villa
- 1934: Treasure Island de Victor Fleming: Long John Silver
- 1934: The Mighty Barnum: Phineas T. Barnum
- 1935: West Point of the Air: Sgt. 'Big Mike' Stone
- 1935: China Seas, de Tay Garnett: Jamesy MacArdle
- 1935: O'Shaughnessy's Boy, de Richard Boleslawski: Capitaine Michael 'Windy' O'Shaughnessy
- 1935: Ah, Wilderness!: Sidney 'Sid’Miller
- 1936: A Message to Garcia, de George Marshall: Sgt. Dory
- 1936: Old Hutch: 'Hutch' Hutchins
- 1937: The Good Old Soak: Clem Hawley
- 1937: Slave Ship, de Tay Garnett: Jack Thompson
- 1937: The Bad Man of Brimstone: 'Trigger' Bill
- 1938: Port of Seven Seas, de James Whale: Cesar
- 1938: Stablemates: Doc Thomas 'Tom' Terry
- 1939: Stand Up and Fight: Captain Boss Starkey
- 1939: Sergeant Madden, de Josef von Sternberg: Sgt. Shaun Madden
- 1939: Thunder Afloat de George B. Seitz: John 'Pop' Thorson

#### Dècada del 1940
- 1940: The Man from Dakota de Leslie Fenton: Sgt. 'Bar' Barstow
- 1940: Twenty Mule Team de Richard Thorpe: Skinner Bill Bragg, un Alias de Ambrose Murphy
- 1940: Wyoming , de Richard Thorpe: 'Reb' Harkness
- 1941: The Bad Man, de Richard Thorpe: Pancho Lopez
- 1941: Barnacle Bill: Bill Johansen
- 1942: The Bugle Sounds: Sergent Patrick Aloysius 'Hap' Doan
- 1942: Jackass Mail: Marmaduke 'Just' Baggot
- 1943: Salute to the Marines: Sergent Major William Bailey
- 1944: Rationing: Ben Barton
- 1944: Barbary Coast Gent: Honest Plush Brannon
- 1945: This Man's Navy: Ned Trumpet
- 1946: Bad Bascomb, de S. Sylvan Simon: Zed Bascomb
- 1947: The Mighty McGurk  de John Waters: Roy 'Slag' McGurk
- 1948: Alias a Gentleman: Jim Breedin
- 1948: A Date with Judy, de Richard Thorpe: Melvin R. Foster
- 1949: Big Jack de Richard Thorpe: Big Jack Horner

### Com a director
- 1913: Kitty's Knight
- 1914: Rivalry and War
- 1915: The Merry Models
- 1915: Snakeville's Champion
- 1916: The Janitor's Vacation
- 1916: The Janitor
- 1916: Just a Few Little Things
- 1916: The Sody Clerk
- 1916: A Thousand Dollars a Week
- 1916: He Becomes a Cop
- 1916: From the Rogue's Gallery
- 1916: Hired and Fired
- 1916: He Almost Lands an Angel
- 1916: A Hero by Proxy
- 1916: Borrowed Plumes
- 1916: Breaking Into Society
- 1916: Fame at Last
- 1916: Sweedie, the Janitor
- 1916: A Capable Lady Cook
- 1917: Bombs and Banknotes
- 1918: The Bathhouse Scandal
- 1918: Perils of the Parlor
- 1919: She Wasn't Hungry, But...
- 1919: Only a Janitor
- 1919: A Beach Nut

## Premis i honors
- L'any 1932, va guanyar l'Oscar al millor actor pel paper d'Andy Purcell a El campió del rei Vidor.
- Premi al millor actor al Festival de Venècia de 1934 per Viva Villa! de Jack Conway.